# David Julius

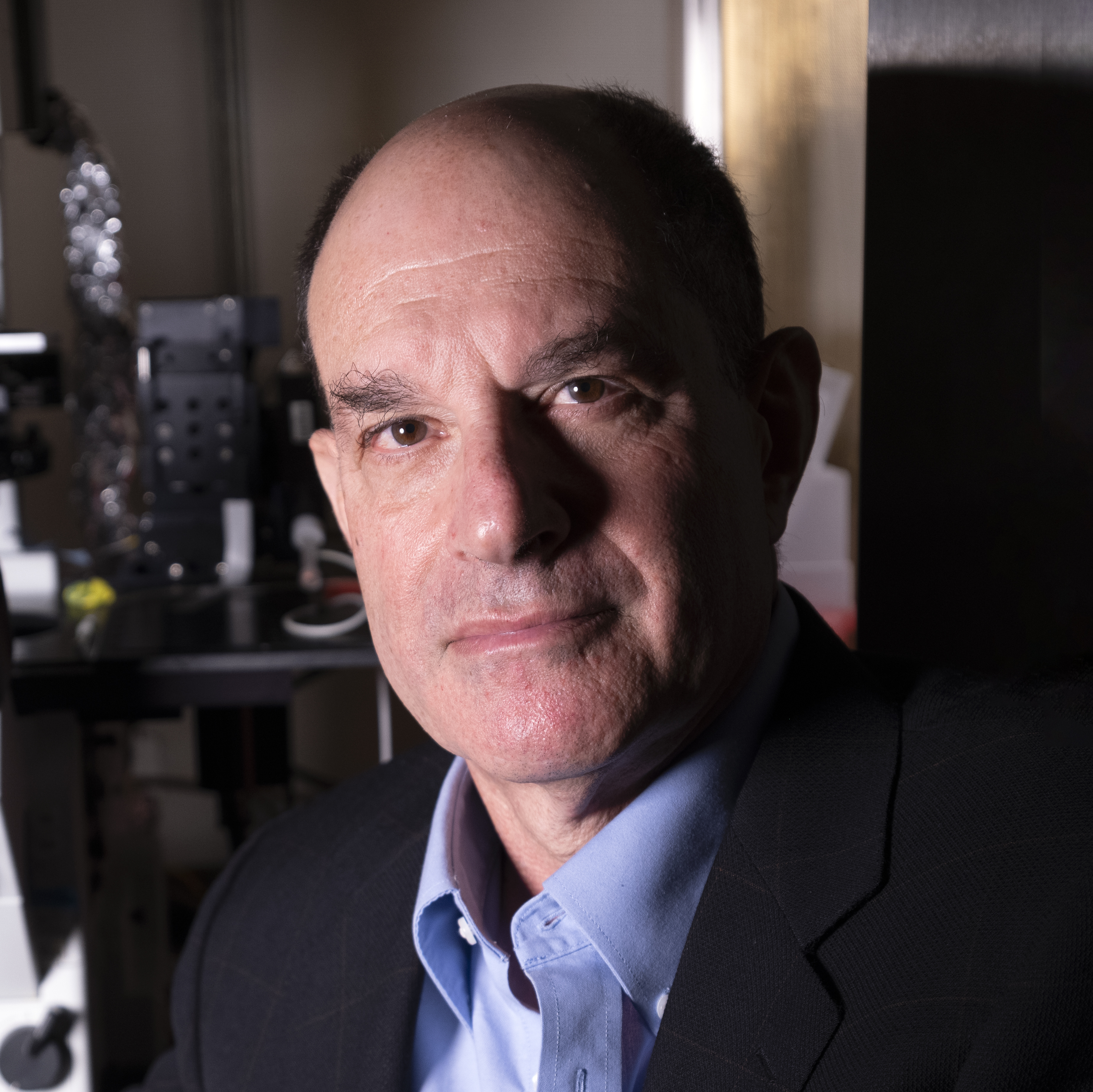
David Julius, 2022

David Jay Julius (* 4. November 1955 in Brighton Beach, Brooklyn, New York City) ist ein US-amerikanischer Sinnesphysiologe, Professor an der University of California, San Francisco (UCSF). Ihm wurde im Jahr 2021, zusammen mit Ardem Patapoutian, der Nobelpreis für Physiologie oder Medizin verliehen.

## Leben
Julius wuchs als Enkel jüdischer Einwanderer aus Russland in Brighton Beach auf, wo viele russischsprachige jüdische Einwanderer leben. Seine Großeltern waren wegen Antisemitismus aus dem zaristischen Russland geflohen. Sein Vater war Elektroingenieur, seine Mutter Grundschullehrerin. Er erwarb 1977 einen Bachelor in Life Sciences (Biowissenschaften) am Massachusetts Institute of Technology (MIT) in Cambridge, Massachusetts, wo er erste Forschungserfahrungen im Labor von Alexander Rich sammeln konnte. 1984 erwarb er bei Jeremy Thorner und dem späteren Nobelpreisträger Randy Schekman einen Ph.D. in Biochemie an der University of California, Berkeley in Berkeley, Kalifornien. Als Postdoktorand arbeitete Julius bei dem späteren Nobelpreisträger Richard Axel an der Columbia University in New York City. 1990 wurde Julius Mitglied des Lehrkörpers der University of California, San Francisco (UCSF) in San Francisco, Kalifornien, wo er heute (Stand 2022) die Abteilung für Physiologie leitet.
Julius’ Frau, Holly Ingraham, ist ebenfalls Professorin für Physiologie an der UCSF. Das Paar hat einen Sohn.

## Wirken

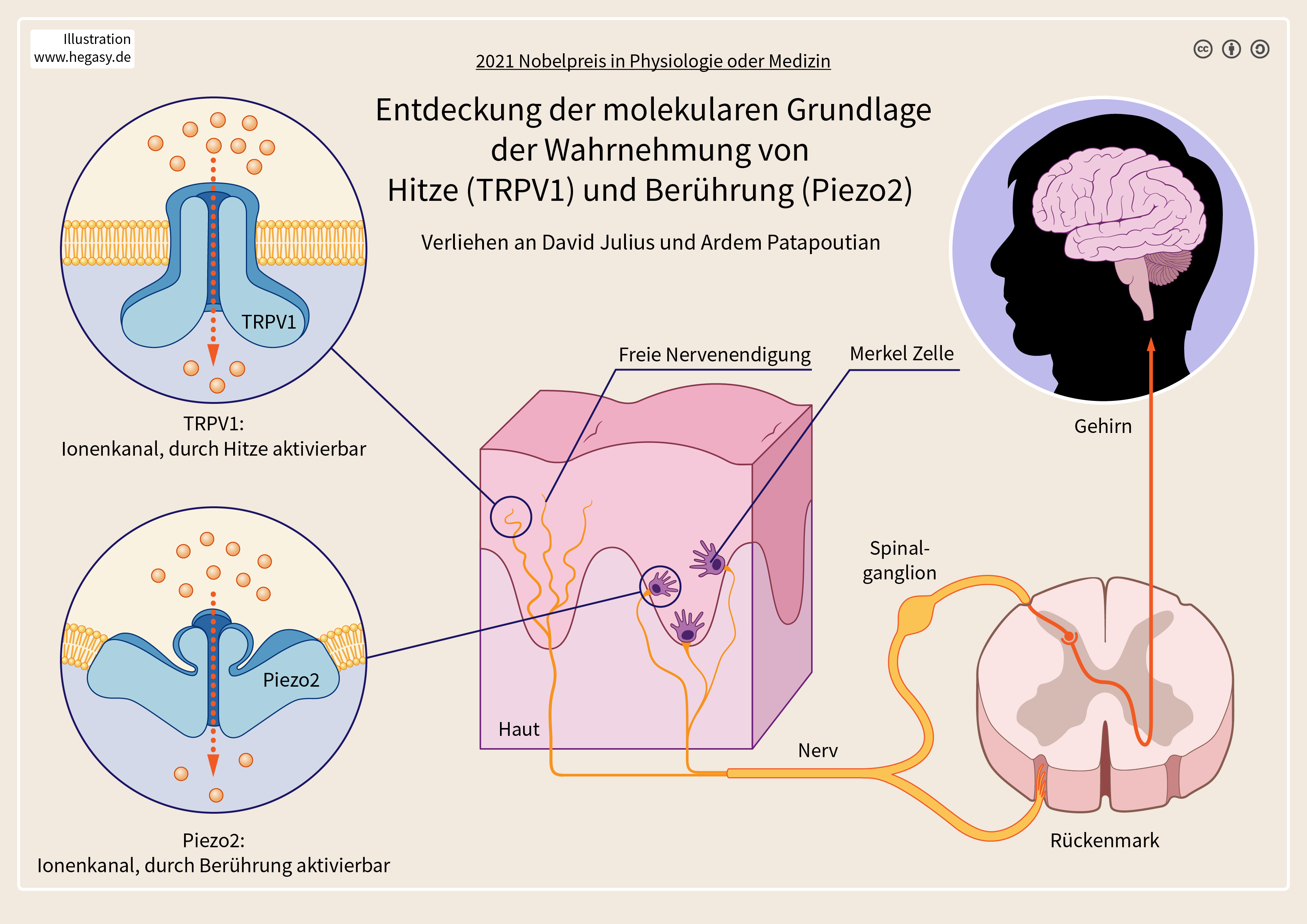
Nobelpreis in Physiologie oder Medizin 2021: Die molekulare Grundlage der Wahrnehmung von Hitze (TRPV1) und Berührung (Piezo2)

Julius konnte grundlegende Erkenntnisse über die molekularen und funktionellen Eigenschaften ionotroper Rezeptoren gewinnen, die auf Serotonin und ATP reagieren, beziehungsweise die für Modalitäten der Schmerz-, Wärme- und Kälte-Rezeptoren verantwortlich sind. Julius’ Entdeckungen sind zentral für das Verständnis der molekularen Grundlagen des Temperaturempfindens, für das Kälte- und Wärmeempfinden integriert werden.
Julius entdeckte, dass der TRPV1-Kanal ein Capsaicin-Rezeptor ist, der die Antwort des Körpers auf unterschiedliche Reize wie Temperatur, Entzündung und andere Formen der Schädigung von Gewebe vermittelt. Dies war eine wichtige Erkenntnis für die Behandlung des chronischen Schmerzsyndroms und anderer Syndrome, die mit neurogener Entzündung, Arthrose, Krebs oder Asthma zusammenhängen. Ebenso wurde das Verständnis der Allodynie und der Hyperalgesie gefördert, einer Schmerzempfindung bei üblicherweise nicht-schmerzauslösenden Reizen beziehungsweise einer überschießenden Schmerzempfindung bei nur geringen Schmerzreizen.
Julius ist u. a. Herausgeber der renommierten Zeitschrift Annual Review of Physiology.
Seit 2014 zählte ihn Thomson Reuters aufgrund der Zahl seiner Zitationen zu den Favoriten auf einen Nobelpreis (Thomson Reuters Citation Laureates). 2021 wurden David Julius und Ardem Patapoutian gemeinsam mit dem Nobelpreis für Physiologie oder Medizin ausgezeichnet.

## Auszeichnungen (Auswahl)
- 2000 Perl-UNC Neuroscience Prize
- 2004 Mitgliedschaft in der National Academy of Sciences
- 2005 Mitgliedschaft in der American Academy of Arts and Sciences[5]
- 2006 Zülch-Preis[6]
- 2007 W. Alden Spencer Award
- 2007 Julius Axelrod Prize der Society for Neuroscience[7]
- 2008 Jack Cooper Lecture der Yale School of Medicine[8]
- 2010 Passano Award[9]
- 2010 Shaw Prize[10]
- 2010 Prinz-von-Asturien-Preis für wissenschaftliche und technische Forschung[11]
- 2010 Mitgliedschaft in der Ungarischen Akademie der Wissenschaften[12]
- 2013 Dr. Paul Janssen Award for Biomedical Research
- 2017 HFSP Nakasone Award
- 2017 Canada Gairdner International Award
- 2019 Rosenstiel Award
- 2020 Kavli-Preis für Neurowissenschaften
- 2020 Breakthrough Prize in Life Sciences
- 2020 BBVA Foundation Frontiers of Knowledge Award in Biologie/Biomedizin
- 2021 Nobelpreis für Physiologie oder Medizin
- 2022 UCSF Medal[13]
- 2023 John J. Bonica Award[14]